# Малий Царанур
Малий Царану́р (рос. Малый Царанур, марій. Изи Чарнур) — присілок у складі Куженерського району Марій Ел, Росія. Входить до складу Іштимбальського сільського поселення.

## Населення
Населення — 72 особи (2010; 92 у 2002).
Національний склад (станом на 2002 рік):
- марі — 98 %